# Steffen Radochla
Steffen Radochla né le 19 octobre 1978 à Leipzig, est un coureur cycliste allemand devenu professionnel en 2001. Il est actuellement directeur sportif de l'équipe Bora-Hansgrohe.

## Biographie
En remportant une étape de l'étoile de Bessèges en 2001 lors de sa première année professionnelle, il est considéré comme l'un des meilleurs espoirs du sprint allemand. Par la suite, il connait plusieurs saisons difficiles malgré quelques belles victoires. En 2007, il effectue sa meilleure saison, en remportant notamment la semi classique néerlandaise Veenendaal-Veenendaal.
Il s'engage en 2010 pour la formation allemande Nutrixxion Sparkasse où après un début de saison timide, il termine quatrième du Tour de Hollande-Septentrionale. Après de nombreuses places d'honneur, il renoue à la victoire en juin en remportant au sprint la quatrième étape du Tour de l'Alentejo. Il réalise peu après sa meilleure prestation sur les Championnats d'Allemagne de cyclisme sur route qu'il termine deuxième, cinquante secondes derrière Christian Knees.
Fait atypique pour un sprinteur peu à l'aise dans les ascensions, il termine meilleur grimpeur du Tour de Bavière 2012, et ce à la faveur d'une échappée.
Après quelques années passées dans de petites équipes continentales, il est recruté à la surprise générale dans l'équipe Euskaltel Euskadi. À la suite de la disparition de l'équipe en fin d'année, il ne retrouve plus de contrat et met un terme à sa carrière après treize saisons et quinze succès.

## Palmarès
- 2000
  - 1re et 4e étapes du Tour de Thuringe
  - 1re étape du Tour de Saxe
  - Rund um Berlin
- 2001
  - 2e étape de l'Étoile de Bessèges
  - 3e du Grand Prix de Lillers-Souvenir Bruno Comini
- 2002
  - Mémorial Rik Van Steenbergen
  - 4eb étape du Tour de Saxe
  - 4ea étape du Tour de Hesse
  - Henk Vos Memorial
  - 2e du Groningue-Münster
  - 3e du Tour de Nuremberg
- 2003
  - 1re étape du Tour d'Autriche
  - 3e du Grand Prix de l'Escaut
- 2006
  - 3e et 5e étape du Giro del Capo
  - 3e étape du Tour du Poitou-Charentes
  - 2e de Veenendaal-Veenendaal
  - 3e du Mémorial Rik Van Steenbergen
- 2007
  - 2e étape du Tour de Rhénanie-Palatinat
  - Veenendaal-Veenendaal
  - 2e de la Neuseen Classics
- 2008
  - 5e étape de Szlakiem Grodów Piastowskich
  - Neuseen Classics
  - 2e du Tour de Sebnitz
  - 3e du Tour de Nuremberg
- 2010
  - 4e étape du Tour de l'Alentejo
  - 2e de la Neuseen Classics
  - 2e du championnat d'Allemagne sur route
  - 3e du Tour de Düren
- 2011
  - 4e étape de la Course de la Solidarité Olympique
  - 2e de la Neuseen Classics
- 2012
  - 2e de la Coupe des Carpates

## Classements mondiaux
| Année            | 2005 | 2006 | 2007 | 2008 | 2009 | 2010 | 2011 | 2012 |
| ---------------- | ---- | ---- | ---- | ---- | ---- | ---- | ---- | ---- |
| UCI Africa Tour  |      | 45e  | 160e |      |      |      |      |      |
| UCI America Tour |      |      |      |      | 216e |      |      |      |
| UCI Asia Tour    | 78e  | 89e  |      |      |      | 138e | 222e |      |
| UCI Europe Tour  | 122e | 45e  | 13e  | 84e  | 517e | 38e  | 104e | 204e |